# Jordaanse monarchie
De Jordaanse monarchie bestaat sinds de onafhankelijkheid van het Verenigd Koninkrijk in 1946. Volgens de grondwet van 1952 heeft alleen de koning de uitvoerende macht en deelt hij de wetgevende macht theoretisch met het parlement (constitutionele monarchie).

## Beknopte Stamboom
```
Koning Abdoellah I
 (
1882
-
1951
)

Koning van Transjordanië van 
1946
 tot 
1949

Koning van Jordanië van 
1949
 tot 
1951

x 
Koningin Musbah

|
|
+-- 
Koning Talal
 (
1909
-
1972
)
    
Koning van 
1951
 tot 
1952

    x 
Koningin Zein al-Sharaf

    |
    |
    +-- 
Koning Hoessein
 (
1935
-
1999
)
        
Koning van 
1953
 tot 
1999

        x 
Koningin Dina
 (1 dochter)
        x 
Koningin Noor
 (4 kinderen waaronder voormalig 
Kroonprins Hamzah
)
        x 
Koningin Alia
 (3 kinderen)
        x 
Prinses Moena
 
(geboren als Antoinette Gardiner)
 (4 kinderen)
        | 
        |
        +-- 
Prins Faisal
 
        |   x Prinses Alia
        |   + Vier kinderen (1 zoon, 3 dochters)
        |
        +-- 
Koning Abdoellah II
 (
1962
-heden)
            
Koning van 
1999
 tot heden

            x 
Koningin Rania

            |
            |
            +-- 
Kroonprins Hoessein
 (
1994
)
            +-- 
Prinses Iman
 (
1996
)
            +-- 
Prinses Salma
 (
2000
)
            +-- 
Prins Hasjem
 (
2005
)
```